# Violette et Mister B.

Violette et Mister B. est un documentaire français écrit, produit, écrit et réalisé en 2001 par Dominique Delouche.

## Synopsis
Révélée au monde par le légendaire chorégraphe Roland Petit, l'ancienne danseuse étoile Violette Verdy, alors âgée de 68 ans, se raconte dans le cadre de l'Opéra de Paris. Elle y donne aussi des masterclasses à des danseuses de la jeune génération, se faisant ainsi la passeuse de l'art des grands maîtres de l'American City Ballet, George Balanchine et Jerome Robbins à qui elle inspira d'importants ballets.

## Fiche technique
- Titre : Violette et Mister B. (en France), Violette & Mr. B. (aux USA)
- Réalisateur, scénariste et producteur : Dominique Delouche
- Assistante réalisatrice : Donatienne Dammame
- Directeur de la photographie : Jean-Claude Marisa
- Sociétés de production : Les Films du Prieuré, Arte Cinéma, avec la participation de Mezzo et le soutien du Centre National de la Cinématographie
- Sociétés de distribution : 
  -  France Les Films du Prieuré (en salles),
  -  France Doriane Films/Collection : Etoiles pour l'exemple N°4 (en DVD)
  -  États-Unis : Video Artists International (en DVD)
- Programme musical:
  - « Emeralds », ballet tiré de Jewels, musique de Gabriel Fauré (« Pelléas et Mélisande »), chorégraphie de George Balanchine, créé par le New York City Ballet en 1967.

Danseuse en 2001 : Elisabeth Maurin
- - « Dances at a Gathering », ballet sur une musique de Frédéric Chopin, chorégraphie de Jerome Robbins, créé par le New York City Ballet en 1971.

Danseuse en 2001 : Isabelle Guérin
- - « Liebeslieder Walzer opus 52 », ballet sur une musique de Johannes Brahms, chorégraphie : George Balanchine, créé par le New York City Ballet en 1960.

Danseurs en 2001 : Lucia Lacarra & Cyril Pierre
- - « In the Night », ballet en un acte sur une musique de Frédéric Chopin (« Nocturne ») extraite de La Belle au bois dormant, chorégraphie de Jerome Robbins, créé par le New York City Ballet en 1971.

Danseurs en 2001 : Elisabeth Platel et Nicolas Leriche
- - « Pas-de-deux », ballet sur une musique de Piotr Ilitch Tchaïkovski (extrait de « Le Lac des cygnes, chorégraphie : George Balanchine, créé par le New York City Ballet en 1960.

Danseurs en 2001 :  Margaret Illmann et Vladimir Malakhov
- Date et lieu de tournage : 2001, à l'Opéra National de Paris.
- Pays de production :  France
- Langue : français
- Format : couleurs - 35mm (positif et négatif)
- Son : monographique
- Montage : Vincent Vierron
- Remerciements: The George Balanchine Trust, The Robbins Rights Trust, Christopher Pennington, Marilyn Wayne, Peter Martins, The New York City Ballet, Anne Parsons, Jean-Pierre Frohlich
- Attachés de presse : André-Paul Ricci, Tony Arnoux
- Copyright : Dominique Delouche - Les Films du Prieuré 2001
- Visa d’exploitation no 100236 délivré le 23 novembre 2001
- Durée : 84 minutes
- Dates de sortie : 
  - France : 19 décembre 2001
  - France : 1er mai 2005 (en DVD)
  - États-Unis : 11 mars 2008 (en DVD)

## Distribution (dans leur propre rôle)
- Violette Verdy
- Elisabeth Platel
- Monique Loudières
- Margaret Illmann
- Vladimir Malakhov
- Cyril Pierre
- Lucia Lacarra
- Nicolas Le Riche
- Isabelle Guérin
- Elisabeth Maurin
- Roland Petit
- Helgi Tomasson
- Jean-Pierre Bonnefoux